# Peter Dobing
Peter Dobing (Manchester, 1º dicembre 1938) è un ex calciatore inglese, di ruolo attaccante.

## Carriera
Dobing nacque a Manchester da una famiglia di sportivi; il padre, infatti, giocava a rugby per il Salford. Il giovane attaccante inglese venne conteso sia dal Manchester Utd che dal Blackburn. Dobing decise di firmare un contratto da professionista col Blackburn nel dicembre 1955.
Nella stagione 1957-58 segnò 20 gol, contribuendo significativamente alla promozione del Blackburn in Prima Divisione. Nella stagione successiva mise a segno 24 marcature. Nel 1959-60, Dobing decise buona parte delle sorti del cammino del Blackburn in FA Cup, segnando 5 reti. Tuttavia, il Blackburn verrà battuto in finale per 3-0 dal Wolverhampton.
Nel 1961 si trasferì al Manchester City per 37,500£, segnando 22 reti nella prima stagione. Nel 1963, lo Stoke City lo prelevò dai Citizens. Nella sua prima stagione presso i biancorossi, Dobing mise a segno 19 gol e raggiunse la finale della Coppa di Lega, finale in cui lo Stoke verrà battuto dal Leicester City per 4-3.
Nel 1965 subì un grave infortunio alla gamba, che lo costrinse a terminare anticipatamente la stagione. Da lì, il suo rapporto con i tifosi non fu più lo stesso; Dobing, infatti, dopo l'infortunio chiese un consistente aumento dell'ingaggio. Nell'aprile del 1968 fu protagonista di una prestazione superba, condita con 4 reti, contro il Leeds Utd di Jack Charlton. Nel 1972, Dobing vinse il suo primo trofeo con lo Stoke City, la Coppa di Lega, battendo il Chelsea in finale per 2-1.
Nell'estate 1967 con il suo club disputò il campionato statunitense organizzato dalla United Soccer Association: accadde infatti che tale campionato fu disputato da formazioni europee e sudamericane per conto delle franchigie ufficialmente iscritte al campionato, che per ragioni di tempo non avevano potuto allestire le proprie squadre. Lo Stoke City rappresentò i Cleveland Stokers, e chiuse al secondo posto nella Eastern Division, non qualificandosi per la finale del torneo. Dobing fu il capocannoniere degli Stokers con sette reti segnate.
Dobing fu conosciuto soprattutto per la sua aggressività sul campo, che gli costò anche nove settimane di sospensione. La sua carriera da calciatore terminò nel 1973, anno in cui si infortunò nuovamente alla gamba.

## Palmarès
- Coppa di Lega: 1

Stoke City: 1971-1972